# Горішній
Горі́шній (до 1946 року — Вулька Гори) — село в Україні, у Давидівській сільській громаді Львівського району Львівської області. Населення становить 268 осіб (2024).
Село входить до Пасіки-Зубрицького старостинського округу.

## Історія

### Назва
Указом Президії Верховної Ради УРСР від 18 липня 1946 р. «Про збереження історичних найменувань та уточнення і впорядкування існуючих назв сільрад і населених пунктів Львівської області»: населений пункт Сихівської сільської ради Винниківського району — хутір Вулька Гори перейменовано на хутір Горішній.
22 червня 2023 року Національна комісія зі стандартів державної мови запропонувала змінити назву села на Горішнє. Тому що актуальна назва Горішній посилається на статус хутора.

## Населення
За даними всеукраїнського перепису населення 2001 року у селі мешкало 110 осіб.
Мова
Розподіл населення за рідною мовою за даними перепису 2001 року був наступним:
| українська | 110 | 100,00 |

## Географія
Село розташоване на північ від села Пасіки-Зубрицькі. На півночі з'єднане з вулицею Вулецькою.

### Урбаноніми

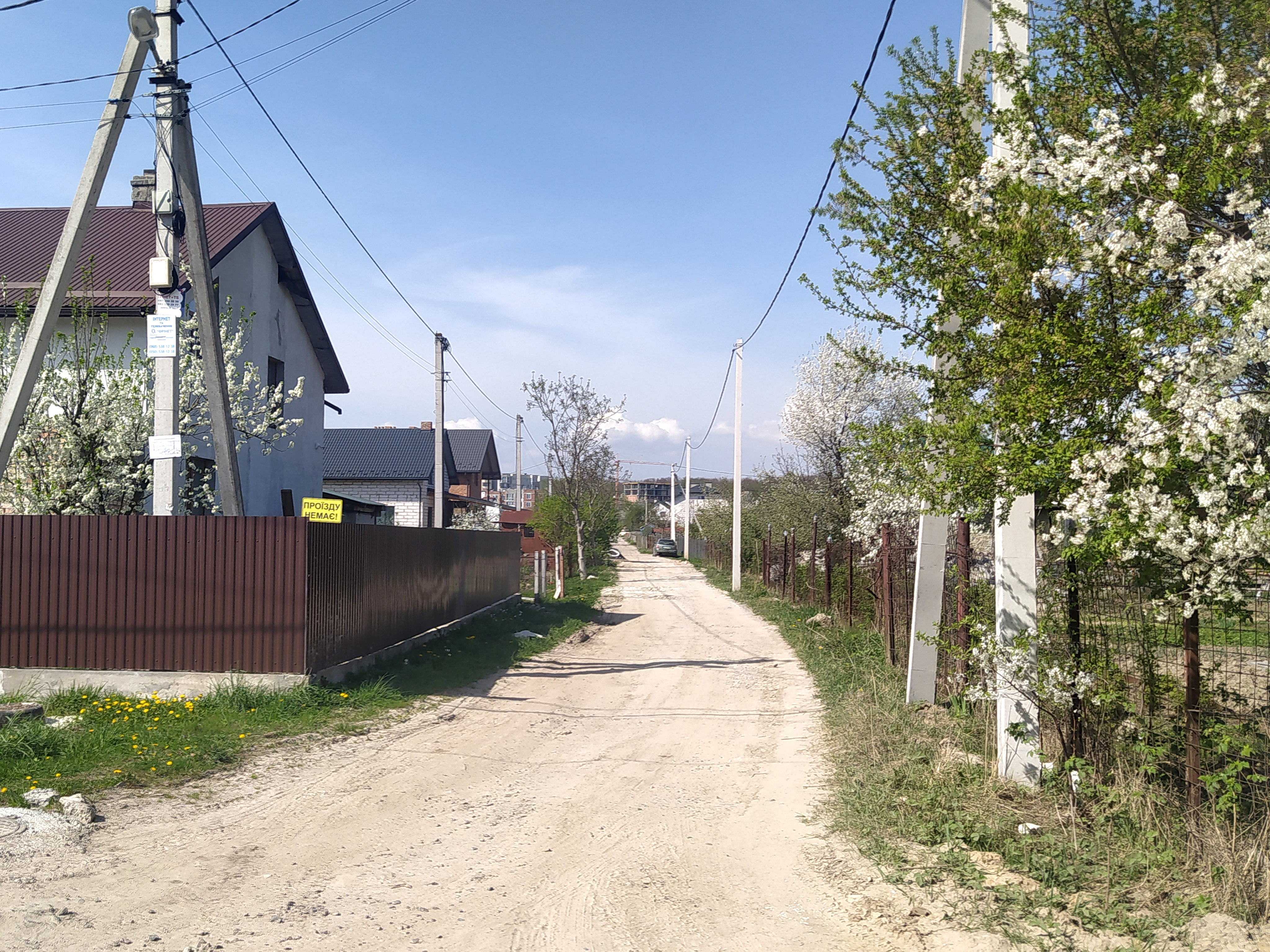
Вулиця Лісова в селі Горішній, Львівського району

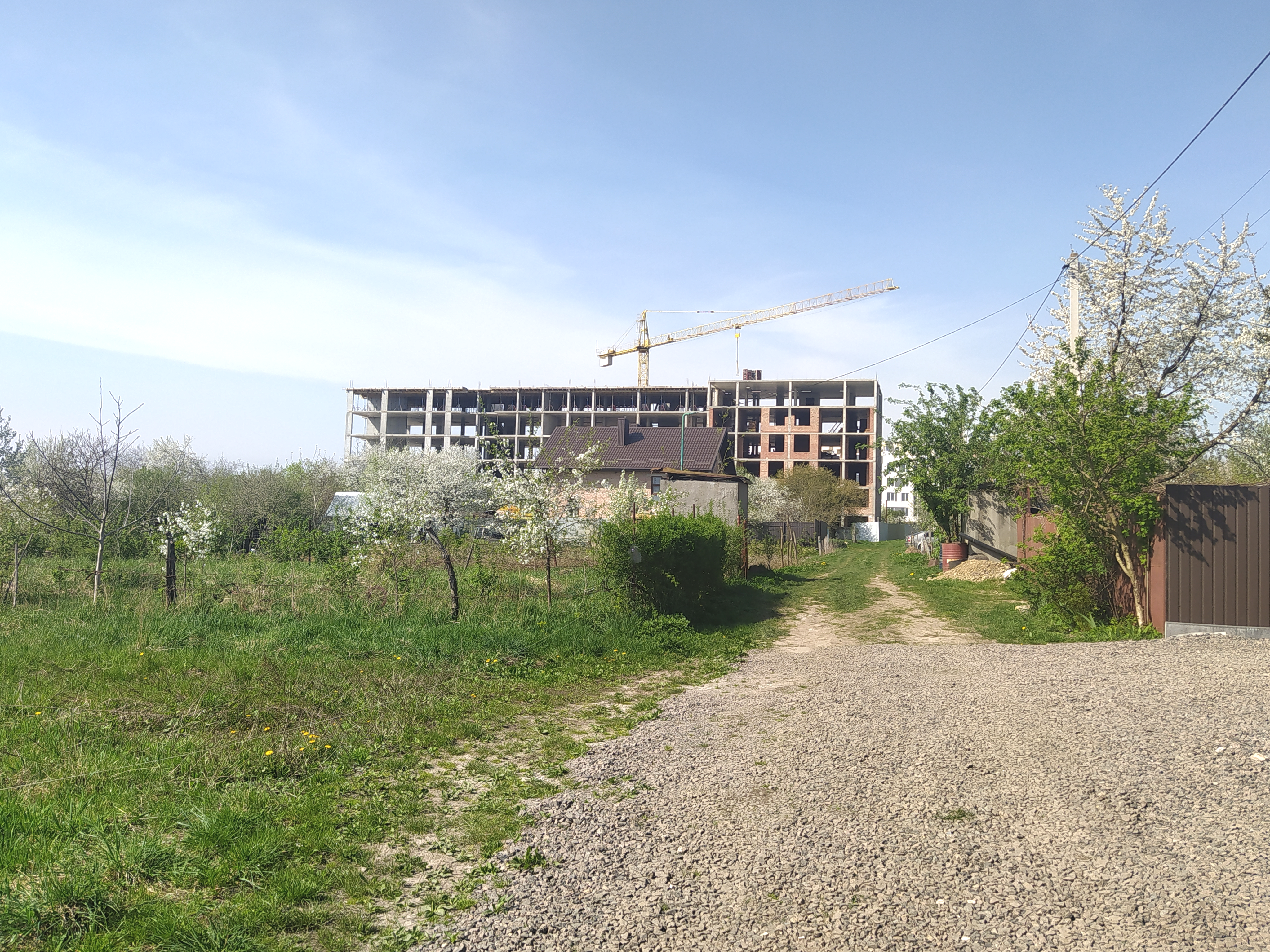
Вулиця Польова в селі Горішній, Львівського району; вигляд на ЖК «Вулецька/Горішній 2»

Кількість елементів інфраструктури в селі — це 12 вулиць.
Вулиці
- Бережанська
- Визвольна
- Героїв УПА
- Героїв України
- Вулецька
- Горішня
- Коротка
- Лісова
- Надійна
- Польова
- Світанкова
- Шкільна